# Stan Kenton
 (septembre 2020).
Stan Kenton, de son vrai nom Stanley Newcomb Kenton (1911-1979) est un chef d'orchestre, compositeur et pianiste de jazz américain.

## Biographie
Stanley Newcomb Kenton naît le 19 février 1912 à Wichita, dans le Kansas. Stan joue du piano en professionnel dès 1934. À la fin des années 1930, il obtient ses premiers engagements comme pianiste et arrangeur en Californie ; en 1940, il réunit sa première formation. Au fil du temps, ses orchestres s'étofferont. En dépit de l'ironie de certains critiques de Jazz, Stan Kenton marquera toujours plus de goût pour les effectifs nourris, une harmonie sophistiquée. Ses premiers disques datent de 1942. L'année suivante vient le succès qui le lance dans toute l'Amérique, l'enregistrement de l'indicatif de son orchestre : Artistry in Rhythm. 
Le nouvel arrangeur de l'orchestre à la fin des années 1940, Pete Rugolo, contribua à l'émergence du jazz « progressiste ». Nombre de ses partitions participèrent à établir le style éclatant de Stan Kenton (Artistry in Percussion Intermission Riff, …)
Considéré par beaucoup de musiciens américains[Lesquels ?] comme « l'université » du jazz, l'orchestre de Stan Kenton verra l'émergence d'une foule de talents : Lee Konitz, Stan Getz, Art Pepper, Gerry Mulligan, Maynard Fergusson, … Kenton contribuera à la création du West Coast Jazz avec des musiciens tels que Shorty Rogers, Frank Rosolino, Bob Cooper, Shelly Manne, les frères Candoli, June Christy … tous d'anciens musiciens de l'orchestre.
Dans les années 1960 Kenton sera récompensé par deux Grammy Awards, pour deux de ses albums : Adventures in Jazz en 1962 et West Side Story en 1963.
Dans les années 1970 Stan Kenton créa sa propre compagnie de disque : Créative World. Devant le succès de sa musique il continuera à tourner à travers le monde et à enregistrer jusqu'à son décès en 1979. Ces dernières productions verront la collaboration de nouveaux arrangeurs tels que Hank Levy, Bob Curnow, et la révélation de nouveaux musiciens comme Peter Erskine et Tim Haggans.
Ses derniers albums sont Journey to Capricorn, Stan Kenton Plays Chicago, Live At Butler University, Kenton '76, Fire, Fury, and Fun.

## Stan Kenton vu par la critique
Si le critique de jazz Alain Tercinet voit en Stan Kenton un avant-gardiste passionné d'expériences inédites qui dépassent les frontières des genres, les puristes du jazz en revanche prendront leur distance avec une musique qu'ils jugent figée, trop sophistiquée et sans grand swing. Parmi ceux-là Boris Vian qui dans les années 1950 avait éreinté Kenton, au vitriol, si bien que la réputation de ce musicien et de son orchestre ont souffert, en France, de cette condamnation.

## Discographie

### Enregistrements
- Artisty in rhythm (1943)
- Concerto to end all concertos (1946)
- Peanut vendor (1947)
- City of glass (1951)
- Young Blood (1952)
- Cuban Fire! (1956)
- Back To Balboa (1958)
- Random riff (1959)
- West Side Story (1961 Capitol Records ST1609)
- discographie complète : http://kenton.crispen.org/discography.html